# 僧錄
僧錄是中國、日本、朝鮮的僧綱之一，其位原居僧正之下，掌理僧眾之人事等事務。

## 中國
後秦時初設此職名。法欽、慧斌共任僧錄，此即僧錄職稱之嚆矢。唐憲宗元和年間，於兩街功德使下設僧錄，以靈邃、端甫分任右街、左街僧錄，僧錄位於僧正之上。唐文宗开成中，以雲端為兩街僧錄，此係將左右僧錄司併為一職，而由一人任之。唐昭宗乾寧年間，以覺暉補兩街副僧錄，是為設置副僧錄之始。其後，五代之後晉高祖、出帝、後周太祖，及北宋太宗、真宗、南宋孝宗等諸帝亦皆設置左右街僧錄、副僧錄之職。宋代之左右街僧錄司併屬鴻臚寺，後廢止鴻臚寺，遂將左右僧錄併入禮部。
明代，洪武元年，设立善世院。洪武四年，即删除设置。洪武五年，改为僧度牒。洪武十五年，京師南京設置僧錄司、道錄司，掌管天下之僧道。僧錄司內置正六品左善世、右善世，從六品左闡教、右闡教，正八品左講經、右講經，從八品左覺義、右覺義，掌理佛教各種事務，屬禮部。
清代，太宗天聰六年（1632）始設僧官。順治年間，沿襲明代舊法定品制，然除善世、闡教、講經、覺義各有左右二人之外，另有正印一人、副印一人。1910年代，清朝滅亡後，該機構廢除。

## 日本
室町時代，禪林間設有僧錄。後圓融天皇康曆二年（1380），以相國寺之春屋妙葩為僧錄。足利義滿永德三年，改鹿苑院充僧錄司，掌理禪剎大小諸事，及有關幕府政治外交，乃至文書簡牘等，權力甚大。元和元年，德川幕府下令將僧錄司遷至南禪寺之金地院，並以崇傳任此職，僧錄之職不僅掌管禪剎，權力亦旁及一般之寺社。寬永十二年（1635），由於另行任命「寺社奉行」之職，僧錄之職僅掌理臨濟宗五山派之事務。

## 朝鮮
高麗文宗時曾任命道元為右街僧錄，至永樂二十二年（1424年），朝鮮世宗始廢止僧錄司之職。